# Cassena flavicollis
Cassena flavicollis es un coleóptero de la familia Chrysomelidae.
Fue descrita científicamente por primera vez en 1962 por Bryant.